# Ruch
Pour les articles homonymes, voir Ruch (homonymie).
Ruch (Ruish en gascon) est une commune du Sud-Ouest de la France, située dans le département de la Gironde (région Nouvelle-Aquitaine).
Ses habitants sont appelés les Ruchelais.

## Géographie

### Localisation
La commune se trouve dans l'Entre-deux-Mers, à 48 km à l'est de Bordeaux, chef-lieu du département, à 38 km au nord-est de Langon, chef-lieu d'arrondissement et à 12 km au nord-nord-est de Sauveterre-de-Guyenne, chef-lieu de canton.

### Communes limitrophes
Les communes limitrophes en sont Doulezon au nord-est, Saint-Antoine-du-Queyret à l'est, Mauriac au sud, Blasimon au sud-ouest, Mérignas à l'ouest, Bossugan au nord-ouest et Pujols au nord.
| Bossugan | Pujols  | Doulezon                 |
| Mérignas | Ruch    | Saint-Antoine-du-Queyret |
| Blasimon | Mauriac |                          |

### Climat
Pour des articles plus généraux, voir Climat de la Nouvelle-Aquitaine et Climat de la Gironde.
Historiquement, la commune est exposée à un climat océanique aquitain.  
En 2020, Météo-France publie une typologie des climats de la France métropolitaine dans laquelle la commune est exposée à un climat océanique et est dans la région climatique  Aquitaine, Gascogne, caractérisée par une pluviométrie abondante au printemps, modérée en automne, un faible ensoleillement au printemps, un été chaud (19,5 °C), des vents faibles, des brouillards fréquents en automne et en hiver et des orages fréquents en été (15 à 20 jours).
Pour la période 1971-2000, la température annuelle moyenne est de 13,1 °C, avec une amplitude thermique annuelle de 15,2 °C. Le cumul annuel moyen de précipitations est de 811 mm, avec 10,4 jours de précipitations en janvier et 6,3 jours en juillet. Pour la période 1991-2020, la température moyenne annuelle observée sur la station météorologique la plus proche, située sur la commune de Talence à 10 km à vol d'oiseau, est de 14,3 °C et le cumul annuel moyen de précipitations est de 884,0 mm,. Pour l'avenir, les paramètres climatiques de la commune estimés pour 2050 selon différents scénarios d’émission de gaz à effet de serre sont consultables sur un site dédié publié par Météo-France en novembre 2022.

## Urbanisme

### Typologie
Au 1er janvier 2024, Ruch est catégorisée commune rurale à habitat très dispersé, selon la nouvelle grille communale de densité à sept niveaux définie par l'Insee en 2022.
Elle est située hors unité urbaine et hors attraction des villes,.

### Occupation des sols

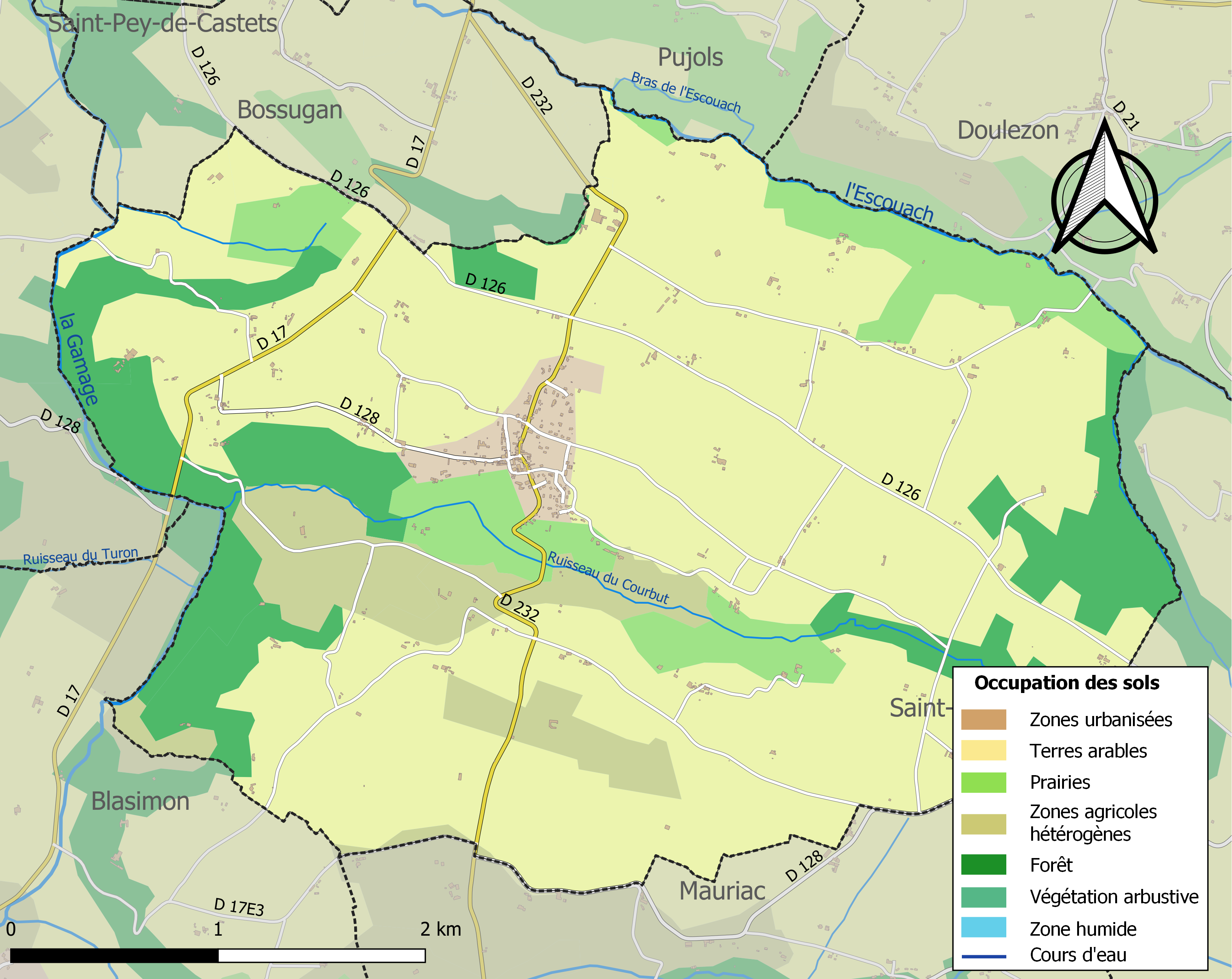
Carte des infrastructures et de l'occupation des sols de la commune en 2018 (CLC).

L'occupation des sols de la commune, telle qu'elle ressort de la base de données européenne d’occupation biophysique des sols Corine Land Cover (CLC), est marquée par l'importance des territoires agricoles (83,4 % en 2018), en diminution par rapport à 1990 (90,4 %). La répartition détaillée en 2018 est la suivante : 
cultures permanentes (64,6 %), forêts (14,3 %), prairies (8,7 %), zones agricoles hétérogènes (8,1 %), zones urbanisées (2,3 %), terres arables (2 %). L'évolution de l’occupation des sols de la commune et de ses infrastructures peut être observée sur les différentes représentations cartographiques du territoire : la carte de Cassini (XVIIIe siècle), la carte d'état-major (1820-1866) et les cartes ou photos aériennes de l'IGN pour la période actuelle (1950 à aujourd'hui).

### Voies de communication et transports
La principale voie de communication routière est la route départementale D17 qui traverse l'est du territoire communal, à environ deux km du bourg, et qui mène vers le nord à Castillon-la-Bataille et vers le sud-sud-est à Blasimon ; à environ un km au nord du bourg, la route départementale D126 mène vers le sud-est à Saint-Antoine-du-Queyret puis Pellegrue et vers le nord-ouest à Saint-Pey-de-Castets ; la route départementale D128 qui passe par le bourg permet de rejoindre vers l'ouest Mérignas et Rauzan.
L'accès le plus proche à l'autoroute A62 (Bordeaux-Toulouse) est celui de  4 La Réole distant de 33 km par la route vers le sud.

L'accès  1 Bazas à l'autoroute A65 (Langon-Pau) se situe à 51 km vers le sud-sud-ouest.

L'accès le plus proche à l'autoroute A89 (Bordeaux-Lyon) est celui de l'échangeur autoroutier  avec la route nationale 89 qui se situe à 28 km vers le nord-ouest.
La gare SNCF la plus proche est celle, distante de 25 km par la route vers le sud-sud-ouest, de La Réole sur la ligne Bordeaux-Sète du TER Nouvelle-Aquitaine.

La gare de Libourne permettant l'accès au TGV Atlantique Paris - Bordeaux et à la ligne de Lyon à Bordeaux est, quant à elle, distante de 28 km vers le nord-ouest.

### Risques majeurs
Le territoire de la commune de Ruch est vulnérable à différents aléas naturels : météorologiques (tempête, orage, neige, grand froid, canicule ou sécheresse) et séisme (sismicité très faible). Un site publié par le BRGM permet d'évaluer simplement et rapidement les risques d'un bien localisé soit par son adresse soit par le numéro de sa parcelle.

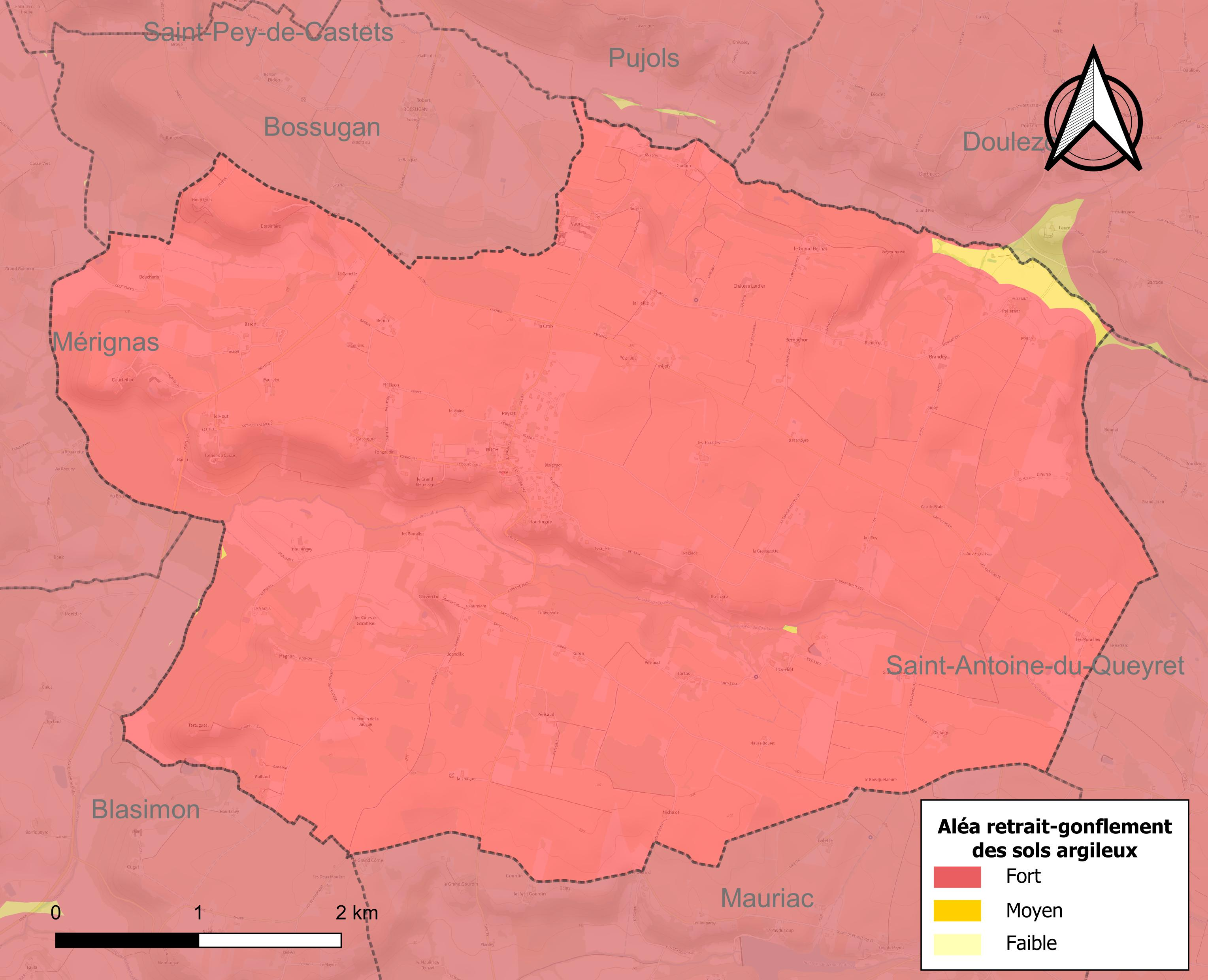
Carte des zones d'aléa retrait-gonflement des sols argileux de Ruch.

Le retrait-gonflement des sols argileux est susceptible d'engendrer des dommages importants aux bâtiments en cas d’alternance de périodes de sécheresse et de pluie. La totalité de la commune est en aléa moyen ou fort (67,4 % au niveau départemental et 48,5 % au niveau national). Sur les 297 bâtiments dénombrés sur la commune en 2019, 297 sont en aléa moyen ou fort, soit 100 %, à comparer aux 84 % au niveau départemental et 54 % au niveau national. Une cartographie de l'exposition du territoire national au retrait gonflement des sols argileux est disponible sur le site du BRGM,.
La commune a été reconnue en état de catastrophe naturelle au titre des dommages causés par les inondations et coulées de boue survenues en 1982, 1991, 1999, 2009, 2014 et 2018, par la sécheresse en 2003, 2011 et 2017 et par des mouvements de terrain en 1999 et 2013.

## Histoire
À la Révolution, la paroisse Saint-Étienne de Ruch forme la commune de Ruch.

## Politique et administration
| Période                                  | Période  | Identité            | Étiquette | Qualité     |
| ---------------------------------------- | -------- | ------------------- | --------- | ----------- |
| avant 1988                               | ?        | Albert Bonvoisin    |           |             |
| mars 2008                                | 2020     | Jean-Claude Combret |           | Agriculteur |
| 2020                                     | En cours | Raymond Viandon     |           |             |
| Les données manquantes sont à compléter. |          |                     |           |             |

## Démographie
L'évolution du nombre d'habitants est connue à travers les recensements de la population effectués dans la commune depuis 1793. Pour les communes de moins de 10 000 habitants, une enquête de recensement portant sur toute la population est réalisée tous les cinq ans, les populations de référence des années intermédiaires étant quant à elles estimées par interpolation ou extrapolation. Pour la commune, le premier recensement exhaustif entrant dans le cadre du nouveau dispositif a été réalisé en 2006.

En 2022, la commune comptait 544 habitants, en évolution de −9,48 % par rapport à 2016 (Gironde : +6,91 %, France hors Mayotte : +2,11 %).
| 1793 | 1800 | 1806 | 1821 | 1831 | 1836 | 1841 | 1846 | 1851 |
| ---- | ---- | ---- | ---- | ---- | ---- | ---- | ---- | ---- |
| 830  | 677  | 822  | 779  | 746  | 737  | 715  | 715  | 713  |

| 1856 | 1861 | 1866 | 1872 | 1876 | 1881 | 1886 | 1891 | 1896 |
| ---- | ---- | ---- | ---- | ---- | ---- | ---- | ---- | ---- |
| 683  | 712  | 717  | 734  | 690  | 655  | 640  | 676  | 721  |

| 1901 | 1906 | 1911 | 1921 | 1926 | 1931 | 1936 | 1946 | 1954 |
| ---- | ---- | ---- | ---- | ---- | ---- | ---- | ---- | ---- |
| 747  | 773  | 732  | 768  | 736  | 729  | 675  | 731  | 679  |

| 1962 | 1968 | 1975 | 1982 | 1990 | 1999 | 2006 | 2011 | 2016 |
| ---- | ---- | ---- | ---- | ---- | ---- | ---- | ---- | ---- |
| 572  | 588  | 507  | 523  | 509  | 504  | 507  | 576  | 601  |

| 2021 | 2022 | - | - | - | - | - | - | - |
| ---- | ---- | - | - | - | - | - | - | - |
| 562  | 544  | - | - | - | - | - | - | - |

## Lieux et monuments
- Le château de Vaure construit entre la fin du XVIe siècle et le début du XVIIe est inscrit au titre des monuments historiques depuis 1996[24].
- La mairie est abritée dans une portion d'un ancien prieuré bénédictin du XVe siècle dont est restée une tour appelée Tour d’Ausone.
- Église Saint-Étienne au chevet roman, à la nef gothique et à la façade ouest et au clocher néogothiques dont les premières traces remontent à 1112 lors de sa donation à l'Abbaye de La Sauve-Majeure[25].

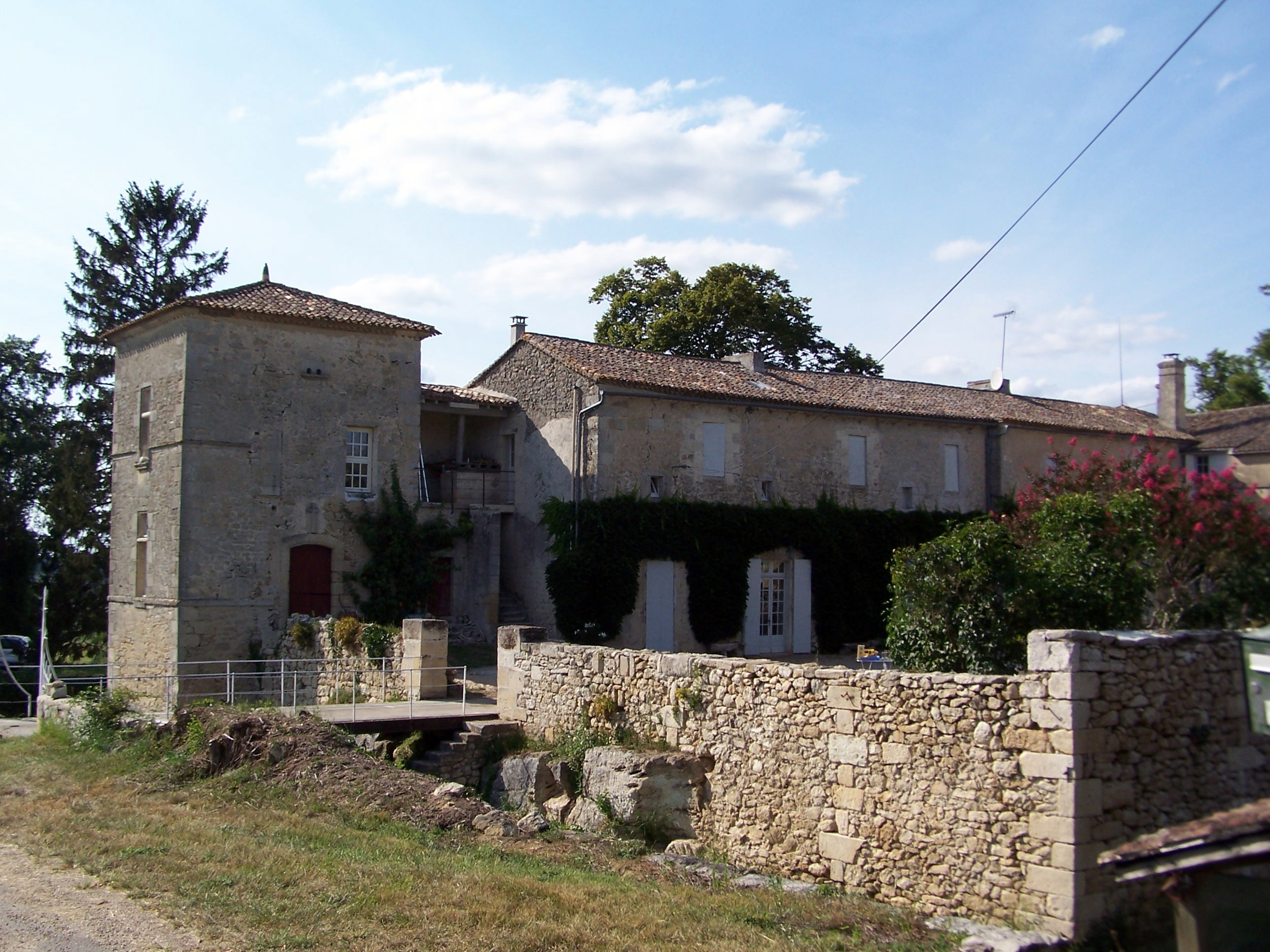
Vue sud du château de Vaure (août 2012)
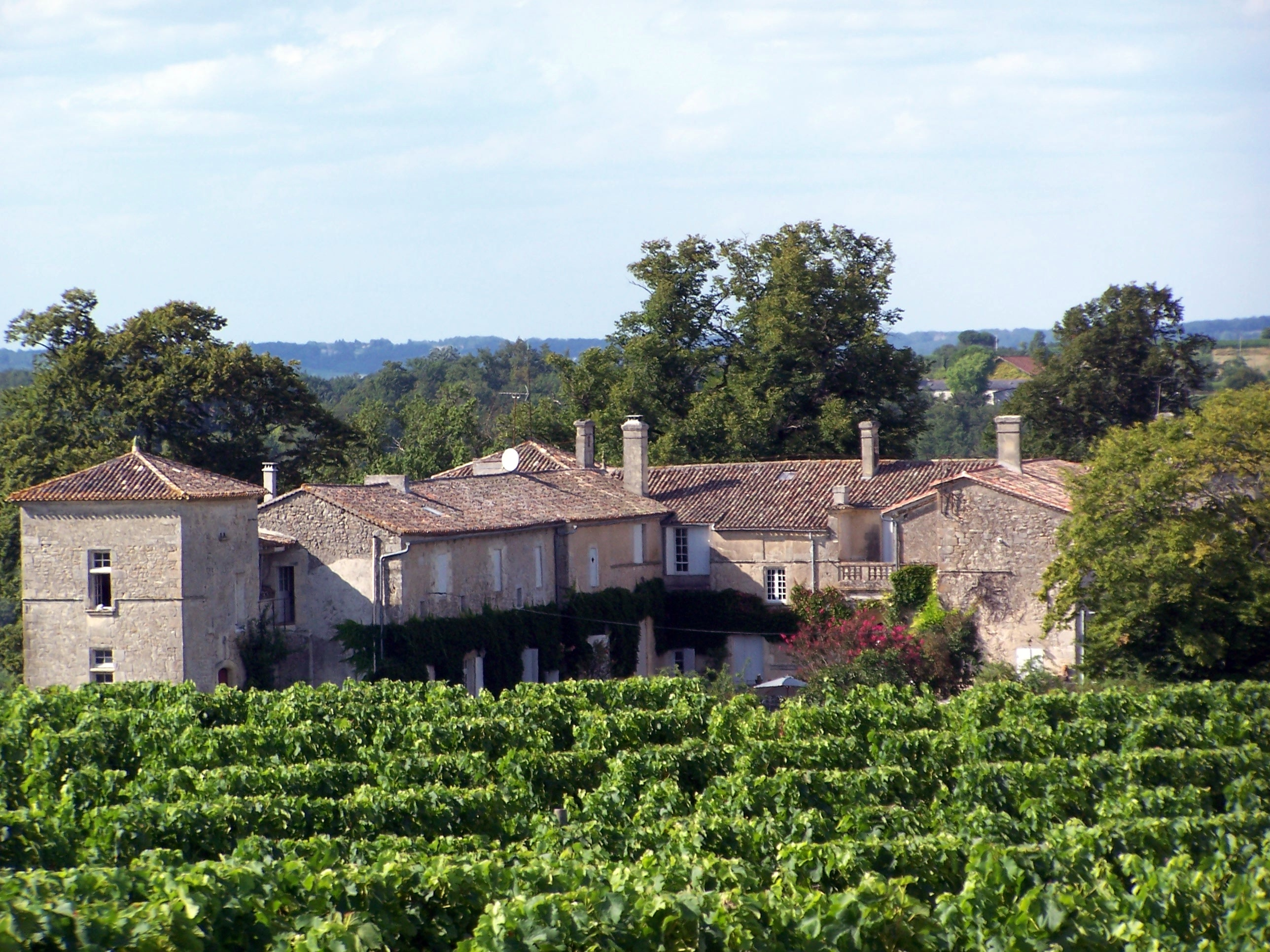
Vue d'ensemble du château de Vaure (août 2012)
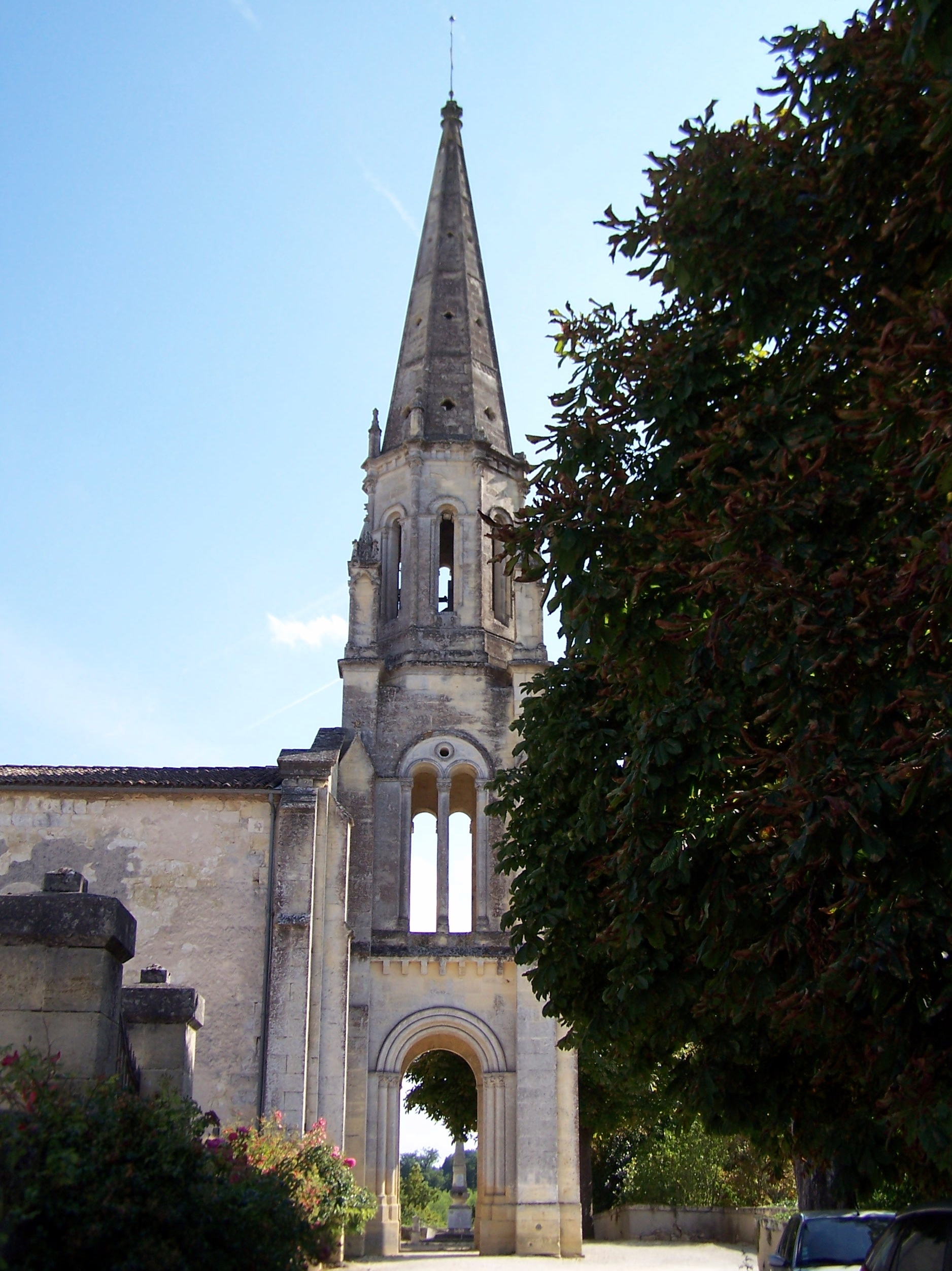
Le clocher de l'église Saint-Étienne (août 2012)
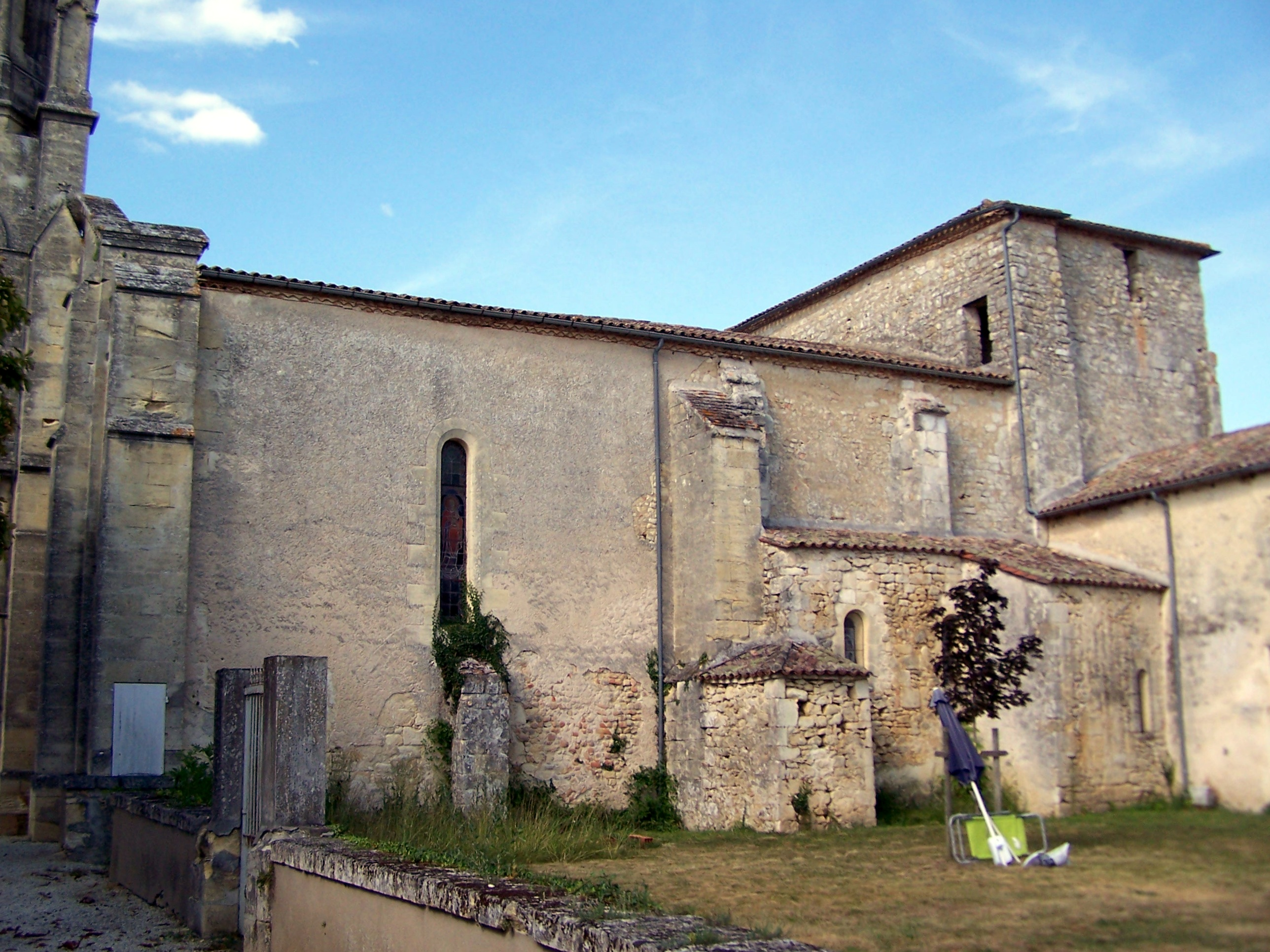
Vue sud-ouest de l'église (août 2012)
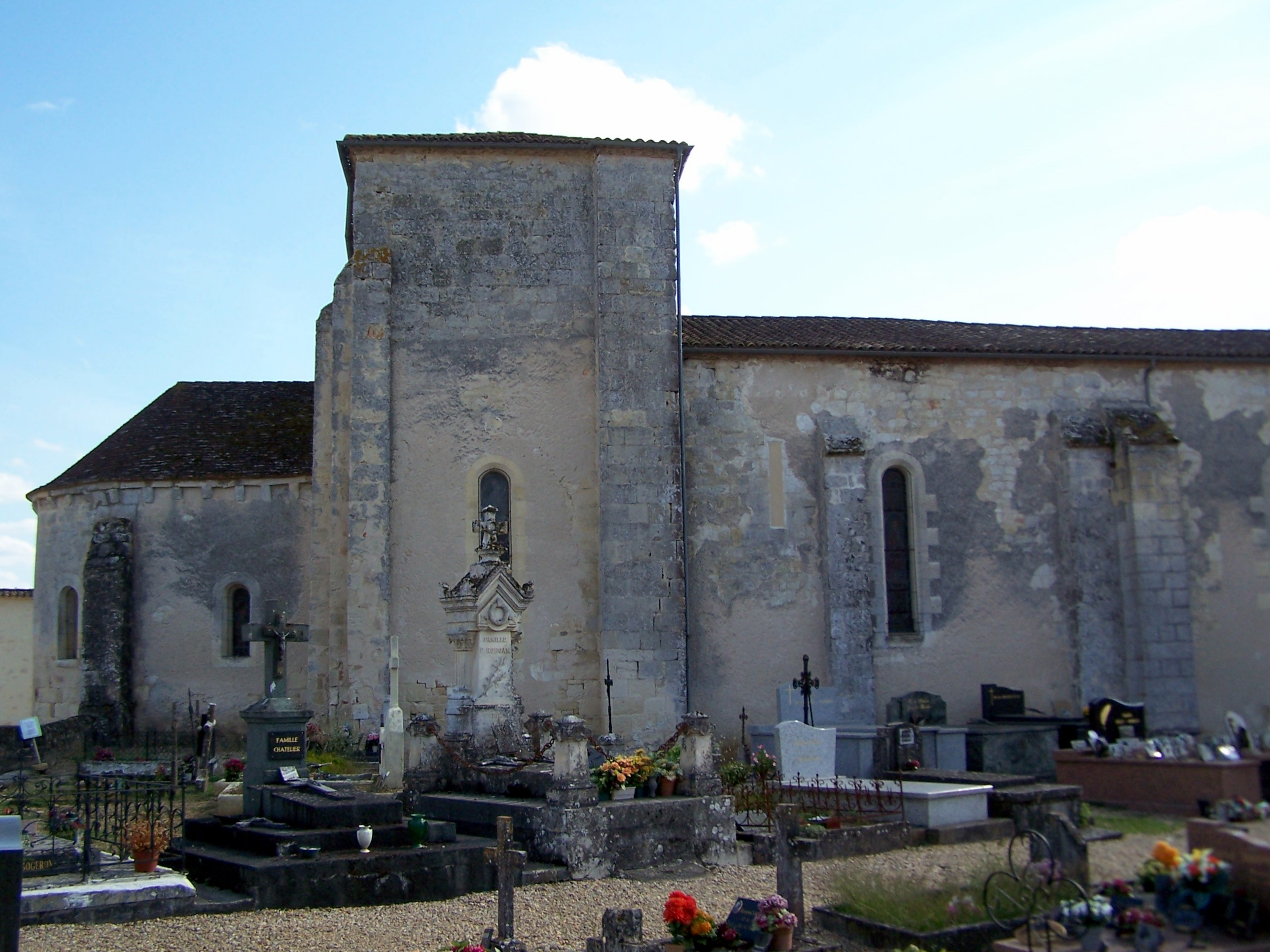
Vue nord-est de l'église (août 2012)
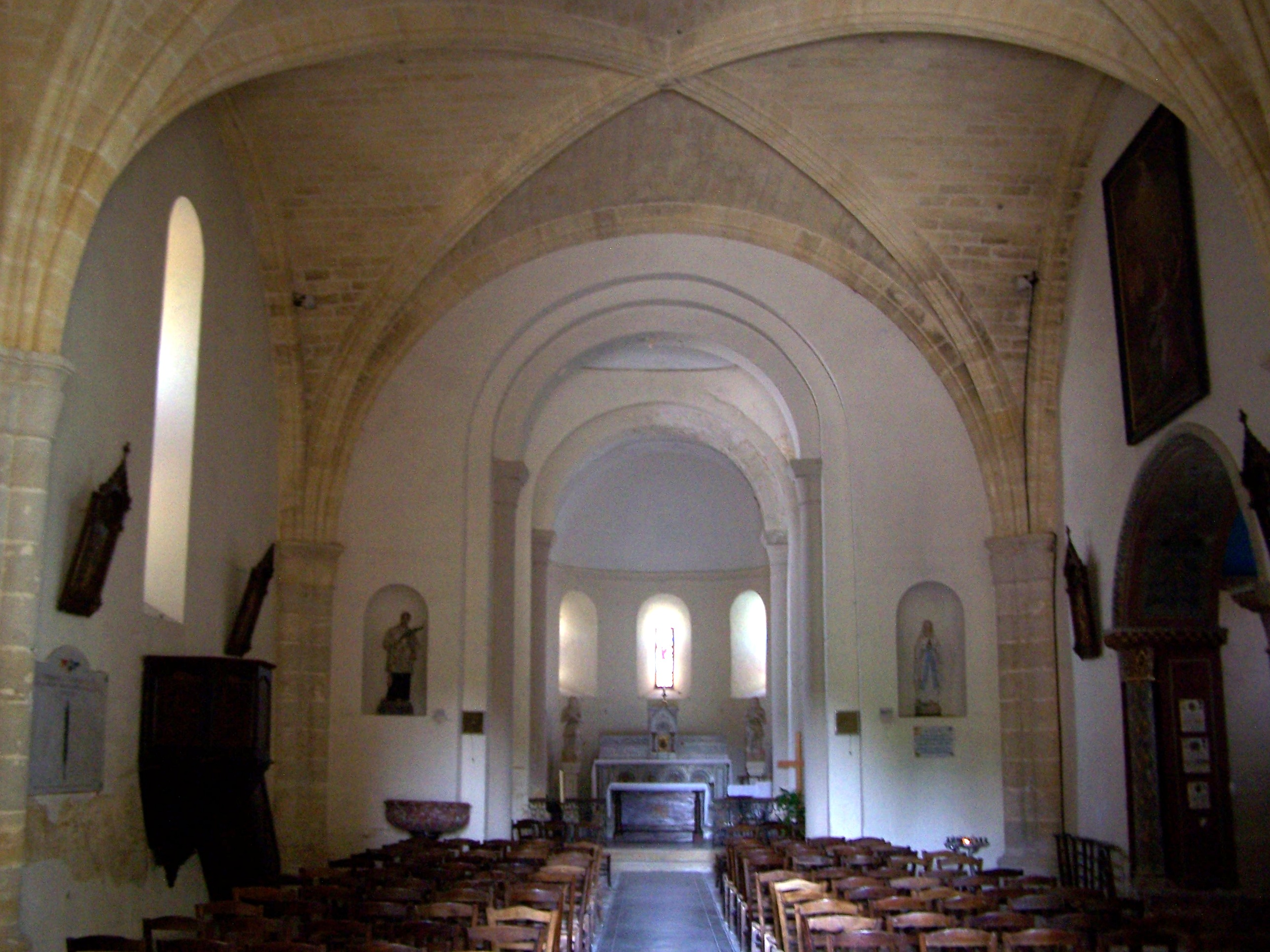
Intérieur de l'église (août 2012)
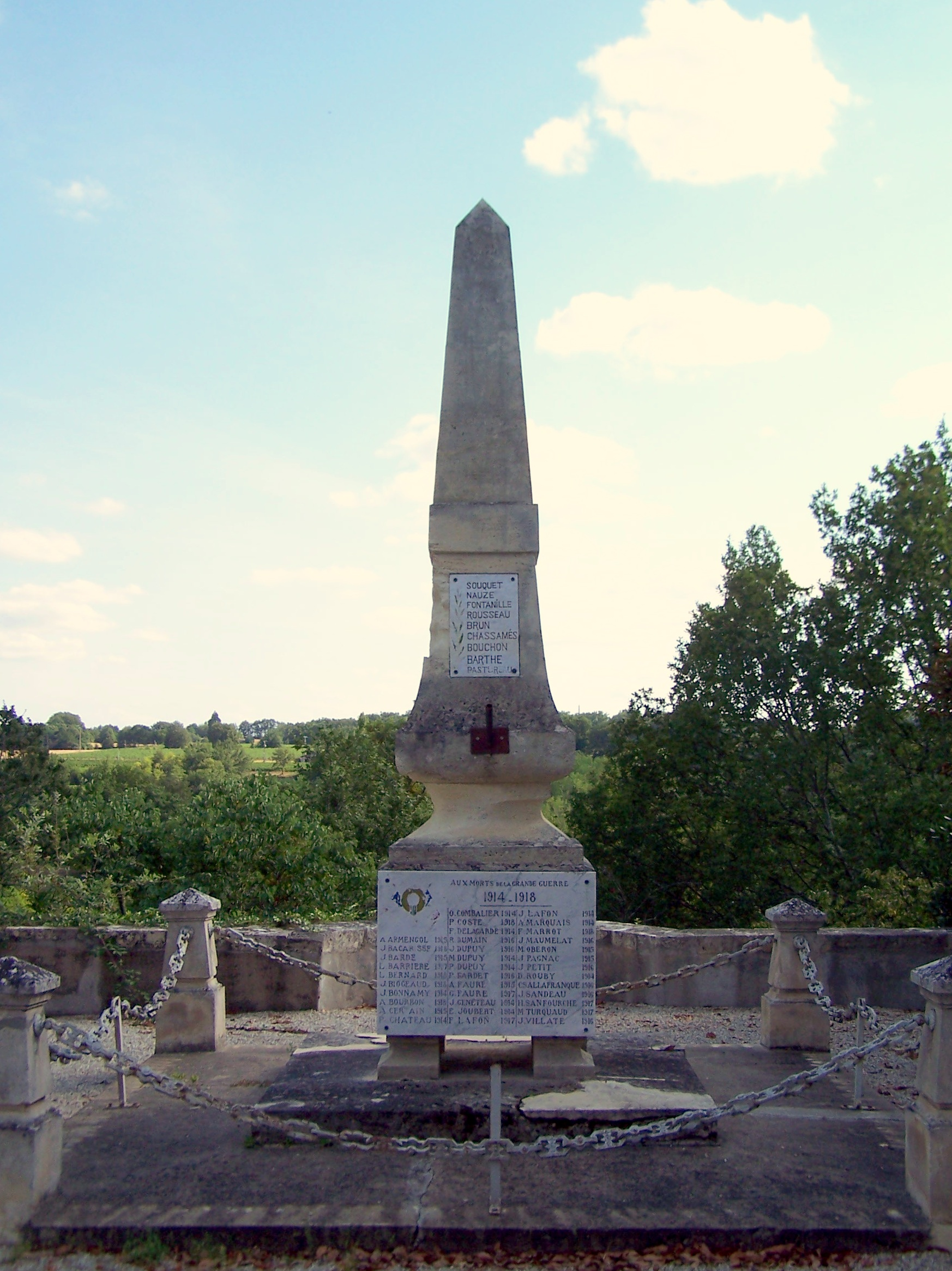
Le monument aux morts près de l'église (août 2012)